# Wayfinder
Wayfinder Systems AB var en leverantör av lokaliserings- och navigationstjänster för mobiltelefoner och liknande enheter.
Wayfinder hade 31 december 2007 97 anställda vid kontor i Sverige, Rumänien och Storbritannien. Företaget var noterat på NGM Equity i Sverige. År 2007 omsatte koncernen 112 miljoner SEK och gjorde en förlust på 50 miljoner.
Wayfinder såldes i februari 2009 för 240 miljoner SEK till brittiska mobiloperatören Vodafone. 
När bland annat Google lanserade likadana tjänster gratis, lyckades inte Vodafone konkurrera med sin betaltjänst. Detta gjorde att Vodafone beslutade att lägga ned Wayfinder våren 2010.
Den 13 juli 2010 meddelade företaget att de kommer att släppa hela källkoden som öppen källkod i enlighet med BSD-licensen. Källkoden för både servermjukvara såväl som klientmjukvara till ett antal telefonsystem (ex. Android, Iphone och Symbian S60) kan hämtas från Github.